# Batalion Chemiczny (II RP)
Batalion Chemiczny (bchem) – pododdział saperów Wojska Polskiego w II Rzeczypospolitej.

## Historia jednostki
Batalion został sformowany w 1921, w garnizonie Warszawa, w czasie przejścia Wojska Polskiego na stopę pokojową po zakończonej wojnie z bolszewikami.
Organizacja pokojowa batalionu
- dowództwo
- sztab
- 1 kompania gazowa
- 2 kompania gazowa
- kompania miotaczy ognia
- kadra kompanii zapasowej
- skład
- warsztat
- sekcja taborowa

W sobotę 22 września 1923, w godzinach popołudniowych, w łaźni baonu miało miejsce zdarzenie zagrażające życiu i zdrowiu wielu osób oraz mieniu w wielkich rozmiarach, mające postać eksplozji materiałów wybuchowych, w następstwie którego śmierć poniosło trzech saperów, a czwarty doznał obrażeń ciała. Do zdarzenia doszło w wyniku niedbalstwa rusznikarza Feliksa Kosińskiego. Wymieniony podoficer, wykonując rozkaz por. Jana Rurkiewicza, miał przystosować niemiecką 170 mm minę bojową do ćwiczeń próbnych po uprzednim usunięciu z niej ekrazytu. W tym celu umieścił minę w jednej z wanien wypełnionej wodą. Zgodnie z otrzymanym poleceniem mina miała być zanurzona w wodzie przez dwie godziny. Feliks Kosiński zlekceważył to polecenie i już po upływie 30 minut przystąpił, przy użyciu młotka i świdra, do rozbrojenia miny. W czasie rozbrajania miny doszło do niekontrolowanej eksplozji materiału wybuchowego. W następstwie obrażeń ciała doznanych w wyniku eksplozji ekrazytu zmarł rusznikarz Feliks Kosiński oraz przebywający wówczas w łaźni żołnierze: starszy saper Jan Drozdowski i saper Zygmunt Kowalewicz. Śledztwo w przedmiotowej sprawie rozpoczął wachmistrz Czarnecki z plutonu żandarmerii Warszawa II, a następnie kontynuował sędzia śledczy kapitan Wilkoń z Wojskowego Sądu Okręgowego Nr I.
Minister spraw wojskowych rozkazem O. I. Szt. Gen. 3122 Org., ogłoszonym 8 kwietnia 1924, przeniósł baon chemiczny „organizacyjnie z wojska saperskiego do artylerii”.
25 listopada 1924 Minister Spraw Wojskowych nakazał rozformować batalion z dniem 1 stycznia 1925, a w jego miejsce utworzyć ćwiczebną kompanię chemiczną przy Szkole Gazowej.
Zgodnie z etatem kompania składała się z drużyny dowódcy kompanii i trzech plutonów chemicznych. Każdy z plutonów miał mieć dwie drużyny po dwie sekcje. Stan etatowy liczył jednego oficera starszego (dowódca kompanii / kapitan), trzech oficerów młodszych (dowódcy plutonów) i 26 podoficerów (w tym jeden starszy ogniomistrz – szef kompanii) oraz 74 bombardierów i kanonierów. W pododdziale było osiem koni wierzchowych, w tym cztery oficerskie. Trzech ogniomistrzów (szef kompanii, podoficer broni i podoficer elektrotechnik) było uzbrojonych w pistolety i szable, a pozostali żołnierze w karabinki z bagnetami. Szkolny sprzęt gazowy stanowiło 12 moździerzy Stokesa i 90 moździerzy Livensa oraz 180 cylindrów do napełniania gazami bojowymi.
W niedzielę 16 listopada 1924, w koszarach batalionu na warszawskim Marymoncie, biskup polowy Stanisław Gall poświęcił odrestaurowaną kaplicę wojskową. W ceremonii wzięli udział między innymi: generał broni Lucjan Żeligowski, w charakterze przedstawiciela Ministra Spraw Wojskowych oraz wojewoda warszawski Władysław Sołtan i prezydent miasta stołecznego Warszawy Władysław Jabłoński. Projekt restauracji kaplicy sporządził podpułkownik inżynier Adam Henrych. Roboty wykonała firma Skrzypek.
Po likwidacji batalionu chemicznego w 1 batalionie baperów w Modlinie i 7 batalionie saperów w Poznaniu utworzone zostały plutony miotaczy ognia. Do 1939 oba bataliony w czasie mobilizacji miały wystawić dwanaście plutonów miotaczy ognia (nr 11-18 i 71-74).

## Obsada personalna batalionu w latach 1923–1924
- dowódca
  - mjr inż. Konstanty Mancewicz (do II 1924)[c]
  - mjr inż. Konstanty Mikołaj Ludwik Rymwid-Mickiewicz (od II 1924)[d]
- zastępca dowódcy - kpt. / mjr Stanisław Henryk Pill[e]
- komendant kadry kompanii zapasowej - kpt. Stefan I Ostaniewicz[5]
- kpt. Aleksander Wiśniewski[f]
- kpt. Stanisław Cygler (nadetatowy)[g]
- por. Jan Rurkiewicz[6]
- por. Jan Obłoczyński[h]
- por. Jan Czekalski[7]
- por. Donat Dawidowski[8]
- por. Józef Hempel[9]
- por. Aleksander Karski[i]
- por. Teodor Rzewuski[10]
- por. Władysław Płóciennik[11]
- por. Henryk Saturnin Różycki (nadetatowy)[12]
- lekarz - por. lek. Stefan Sikorski (nadetatowy, I Batalion Sanitarny)
- oficer kasowy - wakat